# もぐり橋 (北派川)

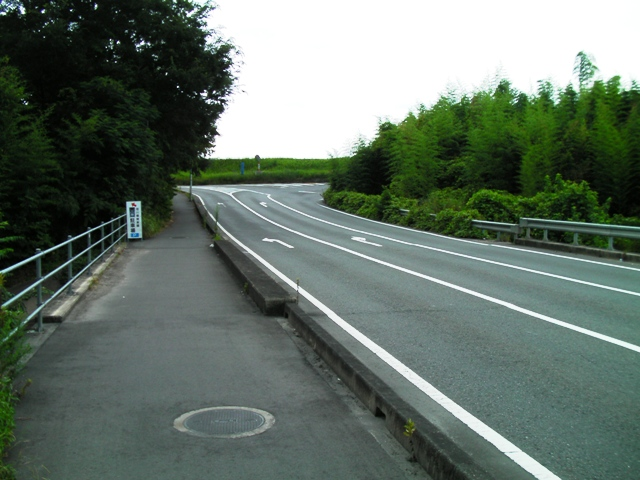
河川敷側より堤防側を見る。突き当り左側には「手斧猿尾」と呼ばれる堤の遺構がある。

もぐり橋（もぐりばし）は、岐阜県羽島郡笠松町米野の、北派川にかかる岐阜県道93号川島三輪線（岐阜県道180号松原芋島線と重複）の橋である。
北派川が岐阜県各務原市川島笠田町と岐阜県羽島郡笠松町米野の境に流れていることから、この橋が各務原市と笠松町の境にあると思われ易いが、橋の位置は笠松町である。

## 概要
- 供用：1999年（平成11年）（車道橋）
  - 歩行者自転車専用橋は1980年（昭和55年）
- 延長：20m
- 幅員：12m（下り線は2車線 上り線は1車線）

## 橋の特徴
この橋は沈下橋（潜り橋・潜水橋）である。木曽川の支流である北派川に橋がかかっている。
北派川には普段はまったく水が流れておらず、新境川からの水が流れているのみである。橋のあるのは新境川の流れている所のみであり、もぐり橋は北派川の橋ではなく、新境川の橋として扱われることもある。
新境川の異常出水および、木曽川の洪水により本流から水が北派川に流れ込んだ時に冠水し、通行止めとなる。

## 歴史
安土桃山時代 - 大正時代末期までは現代の北派川が木曽川本流であり、この付近には笠田の渡し（梅ノ木渡し）という渡し舟が運航されていた。大正時代末期〜昭和時代初期の河川改修によりこの木曽川本流が締め切られ、北派川になる。北派川には基本的に流水は無くなったため、笠田の渡しは本流（現川島大橋の下流）移転する。
1930年（昭和5年）新境川が完成し、その水が北派川に流れる事となる。このため、1931年（昭和6年）新境川の流水箇所に木製の橋をかける（全長20m、全幅2.7m）。この時、笠田地区の住民が総出で北派川の河川敷を整備し、河川敷道路（笠田川底道路）が整備される。
1967年（昭和42年）3月、河川敷道路はコンクリート舗装をされる。この時、木製の橋はコンクリート製の橋に架け替えられる（全長20m、全幅6m）。しかし、この橋は川の水面からわずか数十cmの高さしか無く、梅雨時の短時間の雨でも冠水してしまった。
1980年（昭和55年）、歩行者・自転車専用橋完成。河川敷のため照明が設置できなかった（当時）ため、夜間に笠田地区から投光器で歩道を照らしていた。1995年（平成7年）頃に太陽電池を用いた街路灯が設置された。
1999年（平成11年）、上流に仮橋を造り、自動車用の旧・もぐり橋を取り壊す。同じ位置に現在のもぐり橋が完成する。橋の高さが約1mかさ上げされ、冠水による通行止めは激減した。
2004年（平成16年）7月頃、アクア・トトぎふ開業に合わせ、河川敷道路およびもぐり橋に街路灯（通常のタイプ）を増設、投光器は撤去された。
現在の橋になった後も沈下橋であることには変わらない。以前よりは少なくなったとはいえ、台風や集中豪雨による通行止めは発生している。

## 橋の正式名
この橋には銘板も無く、長らく名称ははっきりしていなかった。かつては通称として地元では、米野橋、笠田橋、笠田うら橋、川島橋等と呼んでいた。2022年（令和4年）現在は「もぐり橋」が名称となっており、岐阜県や各務原市などの公的機関でも使用されている。